# WK-League 2015
Die WK-League 2015 war die siebte Spielzeit der südkoreanischen Fußballliga der Frauen unter diesem Namen.  Die reguläre Saison begann am 16. März 2015 und endete am 5. Oktober 2015. Titelverteidiger war Incheon Hyundai Steel Red Angels. Den diesjährigen Titel gewann bzw. verteidigte Incheon Hyundai Steel Red Angels wieder. Für das Halbfinale des Meisterschaftsturnieres qualifizierten sich Icheon Daekyo WFC und Suwon FMC WFC. Nach der Saison zogen Daejeon Sportstoto nach Gumi und nannten sich zu Gumi Sportstoto um und Busan Sangmu WFC zog nach Boeun und nannte sich in Boeun Sangmu WFC um. 

## Teilnehmer und ihre Spielorte
| Team                             | Stadt    | Heimstadion                   |
| -------------------------------- | -------- | ----------------------------- |
| Busan Sangmu WFC                 | Busan    | Busan-Gudeok-Stadion          |
| Daejeon Sportstoto               | Daejeon  | Daejeon-Hanbat-Sports-Komplex |
| Hwacheon KSPO WFC                | Hwacheon | Hwacheon-Stadion              |
| Icheon Daekyo WFC                | Icheon   | Icheon-Stadion                |
| Incheon Hyundai Steel Red Angels | Incheon  | Namdong-Rugby-Stadion         |
| Seoul WFC                        | Seoul    | Hyochang-Stadion              |
| Suwon FMC WFC                    | Suwon    | Suwon-Stadion                 |

## Tabelle
| Pl. | Verein                               | Sp. | S  | U  | N  | Tore    | Diff. | Punkte |
| --- | ------------------------------------ | --- | -- | -- | -- | ------- | ----- | ------ |
| 1.  | Incheon Hyundai Steel Red Angels (M) | 24  | 19 | 4  | 1  | 057:160 | +41   | 61     |
| 2.  | Icheon Daekyo WFC                    | 24  | 12 | 7  | 5  | 043:230 | +20   | 43     |
| 3.  | Suwon FMC WFC                        | 24  | 10 | 7  | 7  | 036:300 | +6    | 37     |
| 4.  | Hwacheon KSPO WFC                    | 24  | 8  | 10 | 6  | 034:280 | +6    | 34     |
| 5.  | Daejeon Sportstoto                   | 24  | 8  | 6  | 10 | 030:260 | +4    | 30     |
| 6.  | Seoul WFC                            | 24  | 3  | 6  | 15 | 028:610 | −33   | 15     |
| 7.  | Busan Sangmu WFC                     | 24  | 3  | 2  | 19 | 022:660 | −44   | 11     |

| (M) | Amtierender Meister: Incheon Hyundai Steel Red Angels |

## Meisterschaftsturnier
Im Meisterschaftsturnier spielten im Halbfinale der Zweitplatzierte gegen den Drittplatzierten. Der Gewinner dieses Spieles qualifizierte sich für das Finale des Meisterschaftsturnieres. Das Finale wurde mit Hin- und Rückspiel ausgetragen. Der Gewinner der beiden Spiele wurde WK-League 2015 Meister. Die Auswärtstorregelung galt hier nicht. 
Halbfinale
|                   | Ergebnis |               |
| ----------------- | -------- | ------------- |
| Icheon Daekyo WFC | 2:1      | Suwon FMC WFC |

Finale
|                                  | Gesamt          |                   | Hinspiel | Rückspiel |
| -------------------------------- | --------------- | ----------------- | -------- | --------- |
| Incheon Hyundai Steel Red Angels | 1:1 (4:3 i. E.) | Icheon Daekyo WFC | 0:0      | 1:1       |